# Ramal ferroviario Carhué-Saavedra
El Ramal Carhué - Saavedra pertenece al Ferrocarril General Roca, Argentina.

## Ubicación
Se halla íntegramente en la provincia de Buenos Aires corriendo de norte a sur a través de los partidos de Adolfo Alsina, Puan y Saavedra.
Tiene una extensión de 99 km entre las ciudades de Carhué y Saavedra.

## Servicios
Es un ramal secundario de la red, no presta servicios de pasajeros. Sus vías están concesionadas a la empresa FEPSA para servicios de cargas.